# 23880 Tongil
23880 Tongil (1998 SG5) là một tiểu hành tinh vành đai chính được phát hiện ngày 18 tháng 9 năm 1998 bởi Tae Hyeong Lee ở Yeoncheon, Triều Tiên.